# Los herederos Del Monte
 (mai 2022).
Los herederos Del Monte est une telenovela americano-colombienne diffusée entre le 10 janvier 2011 et le 15 juillet 2011 sur Telemundo.

## Synopsis
Juan, José, Pedro, Gaspar et Lucas sont cinq frères adoptés qui vont voir leur vie facile modifiée à la suite de la mort de leur père, Emilio. En effet, il a légué une partie de ses terres à son seul enfant biologique, Paula. Elle met la discorde entre les frères, en particulier lorsque certains d'entre eux se sentent attirés par elle. Ayant le coup de foudre, Juan del Monte quitte Julieta. Mais quand Julieta tombe enceinte, Juan l'épouse, sans amour. Malheureusement, Julieta perd son bébé et quitte Juan. Alors, Juan commence une relation avec Paula. 
Cependant, José découvre le secret de Paula et le mensonge de la mère de celle-ci : Paula n'est pas la fille d'Emilio. José fait du chantage à Paula et la force à quitter Juan. Mais Paula découvre qu'elle est enceinte de Juan et ne sait pas quoi faire alors elle décide de quitter la maison. Julieta découvre qu'elle a une tumeur au cerveau et veut se venger de Paula pour toute la douleur et le malheur qu'elle a causé dans sa vie. Julieta décide de tuer Paula mais elle ne le fait pas. Emilio revient sous une nouvelle identité, celle de Pablo Gonzalez. Sa présence provoque un bouleversement dans la maison del Monte. Il est révélé à tous que Juan est le fils biologique d’Emilio et que Paula n’est pas sa fille. En fin de compte, Pablo, Paula et Adela sont enlevés par José. Ils sont sauvés par Juan. Emilio meurt plus tard, mais pas avant de changer son testament. Juan et Paula finissent par être réunis et Paula et sa mère finissent par accomplir leur objectif de maintenir la fortune de la famille del Monte.

## Distribution

### Rôles principaux
| Acteur              | Rôle               | Description |
| Marlene Favela      | Paula del Monte    | Fille de Sofia et de Gustavo, a menti en prétendant être la fille d'Emilio, amoureuse de Juan, a un bébé avec Juan.                          |
| Mario Cimarro       | Juan del Monte     | Un des 5 fils adoptifs d'Emilio et de Clarisa, d'abord marié à Julieta, amoureux de Paula.                                                   |
| Margarita Muñoz     | Julieta Millán     | Fille de Miguel et de Rosa, sœur de Consuelo et de Rosario, était amoureuse de Pedro et de Juan, mariée à Juan.                              |
| José Luis Resendez  | José del Monte     | Un des 5 fils adoptifs d'Emilio et de Clarisa, père du fils de Beatriz. Va en prison.                                                        |
| Fabián Ríos         | Gaspar del Monte   | Un des 5 fils adoptifs d'Emilio et de Clarisa, mari de Guadalupe.                                                                            |
| Jonathan Islas      | Lucas del Monte    | Le plus jeune des 5 fils adoptifs d'Emilio et de Clarisa, fréquentait Paula, en relation avec Rosario.                                       |
| Alejandra Sandoval  | Guadalupe Mardones | Fille d'Eleuterio et d'Inés, épouse de Gaspar, mère de la fille de Gaspar.                                                                   |
| Ezequiel Montalt    | Pedro del Monte    | Un des 5 fils adoptifs d'Emilio et de Clarisa, fréquentait Julieta et Berta, finit avec Beatriz.                                             |
| Carla Giraldo       | Rosario Millán     | Fille de Miguel et de Rosa, amoureuse de Lucas, sœur de Julieta et de Consuelo, violée par Nacho.                                            |
| Margarita Reyes     | Beatriz Pereira    | Femme d'Efraín, mère de Simon. |
| Pedro Rendón        | Efraín Mardones    | Fils de Modesto, ex-mari de Beatriz. |
| Juan Pablo Obregón  | Johnny Delgado     | Employé de la famille del Monte, mari de Consuelo, beau-père de la fille de Consuelo.                                                        |
| Karina Cruz         | Consuelo Millán    | Fille de Miguel et de Rosa, épouse de Johnny, enceinte après avoir été violée par Nacho.                                                     |
| Emerson Rodriguez   | Amador Cereceda    | Frère biologique de Lucas, amoureux de Rosario.                                                                                              |
| Natasha Klauss      | Berta Soto         | Pucelle de la famille Millán, plus tard de la famille Del Monte, amoureuse de Modesto.                                                       |
| Didier Van Den Hove | Eleuterio Mardones | Frère de Modesto, père de Guadalupe, ex-mari d'Inés.                                                                                         |
| Margarita Durán     | Rosa Cifuentes     | Épouse de Miguel, mère de Julieta, de Consuelo et de Rosario, ancienne maîtresse d'Emilio del Monte, ancienne amie de Sofia.                 |
| Diana Quijano       | Sofía Cañadas      | Mère de Paula, ancienne maîtresse d'Emilio, de Miguel et de Gustavo, ancienne amie de Rosa.                                                  |
| Javier Delgiudice   | Miguel Millán      | Époux de Rosa, père de Rosario, de Consuelo et de Julieta, avait une liaison avec Sofía.                                                     |
| Roberto Mateos      | Modesto Mardones   | Frère de Eleuterio, père d'Efraín, ancien majordome de la famille del Monte, figure paternelle pour la famille del Monte, amoureux de Berta. |
| Katharine Porto     | Adela              | Meilleure amie de Paula. |

### Rôles secondaires
| Acteur                 | Rôle                  | Description                                                                                     |
| Julio Del Mar          | Emilio del Monte      | Père de 5 fils adoptifs, père biologique de Juan.                                               |
| Roberto Vander         | Emilio del Monte      | Après chirurgie esthétique, Pablo Gonzalez.                                                     |
| Andres Felipe Martinez | Gustavo del Fierro    | Avocat de Paula, de Sofia et de la famille del Monte, amant de Sofia, père biologique de Paula. |
| Alejandro Lopez        | Esteban Montero       | En relation avec Paula.                                                                         |
| Adriana López          | Inés                  | Mère de Guadalupe.                                                                              |
| Natalie Morales        | Caroline Wolf         | Épouse d'Emiliano.                                                                              |
| Javier Gómez           | Emiliano Lopez Oberto | Homme d'affaires, époux de Caroline.                                                            |
| Andres Ogilvie         | Nacho                 |                                                                                                 |
| Joaquin Ujueta         | Simon                 | Fils de Beatriz et de Jose.                                                                     |
| Alfredo Esper          |                       | Docteur.                                                                                        |
| Luz Mary Arias         | Carmen Cereceda       | Mère biologique de Lucas et d'Amador.                                                           |
| Sandra Guzman          | Magdalena             | Serviteur en chef à la famille del Monte.                                                       |
| Maria Cristina Galindo | Magda                 | Épouse d'Ángel.                                                                                 |
| Carlos Ulises Villa    | Ángel                 | Mari de Magda.                                                                                  |
| Ingrid Solano          |                       | Psychologue de Pedro.                                                                           |
| Lucía Garay            |                       | Principal de l'école de Rosario.                                                                |
| Jacob Isaza            |                       | Antagoniste.                                                                                    |
| Armando Rivera         |                       |                                                                                                 |
| Hugo Castro            |                       | Pompier.                                                                                        |
| Pedro Antonio Vargas   |                       | Prêtre.                                                                                         |
| Miguel Puerta          |                       | Le médecin de Julieta.                                                                          |

## Autres versions
- Hijos Del Monte (2008-2009)
- Belmonte (2013-2014)
- La herencia, un legado de amor (2022)